# 小林・ヒッチン対応
微分幾何学において、小林・ヒッチン対応 (こばやし・ヒッチンたいおう、Kobayashi–Hitchin correspondence) は、複素多様体上の安定ベクトル束をアインシュタイン・エルミットベクトル束に関連付ける。
対応の名称は小林昭七とナイジェル・ヒッチンに因んでいる。彼らは1980年代に独立に次のことを予想した：複素多様体上のアインシュタイン・エルミットベクトル束と安定ベクトル束のモジュライ空間は本質的に同じである。これはサイモン・ドナルドソンによって代数曲面と後にalgebraic manifoldに対して証明され、キャレン・アーレンベック とシン＝トゥン・ヤウによってケーラー多様体に対して証明され、李駿（Jun Li）とヤウによって複素多様体に対して証明された。